# 西尾村 (石川県)
西尾村（にしおむら）は、石川県能美郡に存在した村。
町村制の施行以前の村のうち、西俣と尾小屋の名を合成して村名とした。

## 地理
- 現在の小松市の南部、梯川の支流である郷谷川が北流する。
- 尾小屋鉱山より産出される銅が村の産業の大半を支えていた。そのため、役場は大字布橋（のち波佐羅に移転）に置かれていたものの、実質上の村の政治・経済の中心地は尾小屋であった。そのため、尾小屋に役場を分離設置してほしいなどの要望が度々起こり、紛糾したこともあった。
- 観音下（かながそ）周辺では石材の産出が行われ、日華石のブランド名で販売されている。

## 歴史
- 1889年（明治22年）4月1日 - 町村制の施行により、塩原村、布橋村、沢村、三ツ谷村、松岡村、池城（いけのじょう）村、岩上村、尾小屋村、西俣村、観音下村及び波佐羅（はさら）村の区域をもって、西尾村が発足する。当初役場は大字布橋に設置。
- 1919年（大正8年） - のち尾小屋鉄道となる鉄道路線が開通。沢駅、波佐羅駅、観音下駅、倉谷口駅、尾小屋駅の5駅を設置。
- 1953年（昭和28年） - 役場を布橋から波佐羅に移転。
- 1954年（昭和29年）9月5日 - 尾小屋鉄道、長原駅を設置。
- 1956年（昭和31年）9月30日 - 小松市に編入する。大字三ツ谷は光谷町に名称を変更する。残る10大字はそのまま小松市の町名に継承。

- （※いわゆる昭和の大合併の時期に、金野村、西尾村、大杉谷村、新丸村の4村で「南能美町」とする構想もあったが、実現しなかった[1]。）

## 交通

### 鉄道路線
（当村廃止時点のもの）
- 尾小屋鉄道
（新小松方面 ← ） - 沢駅 - 波佐羅駅 - 観音下駅 - 倉谷口駅 - 長原駅 - 尾小屋駅[2]